# Cucchwati
Cucchwati (gruz. ცუცხვათი) – wieś w Gruzji, w regionie Imeretia, w gminie Tkibuli. W 2014 roku liczyła 671 mieszkańców.